# Herføl
Herføl est une île de la commune de Hvaler ,  dans le comté d'Østfold en Norvège.

## Description
L'île de 1,9 km2 se trouve dans l'Oslofjord extérieur et est la plus méridionale des îles de l'archipel de Hvaler, proche de la frontière avec la Suède.
L'île possédait un poste de douane, une station de pilote, une école dans les années 1960. Herføl est maintenant un centre d'été et touristique avec une marina. Un ferry régulier fait escale sur le site neuf fois par jour depuis Skjærhalden. 

## Curiosités touristiques
Langrøsset et Herfølsåta sont des tumulus protégés datant de l' âge du bronze. Langrøsset à Linnekleppen est le plus long du pays et Herfølsåta est un point de repère loin au large.  Le point culminant de l'île est Linnekleppen à 31 mètres avec un point de repère maritime de 7 mètres de haut, construite en 1878. Un quatrième endroit spécialement marqué est le gouffre Hvalgapet (Marmite du diable).

## Aire protégée
La partie sud et ouest de l'île fait partie du parc national d'Ytre Hvaler. 

## Galerie

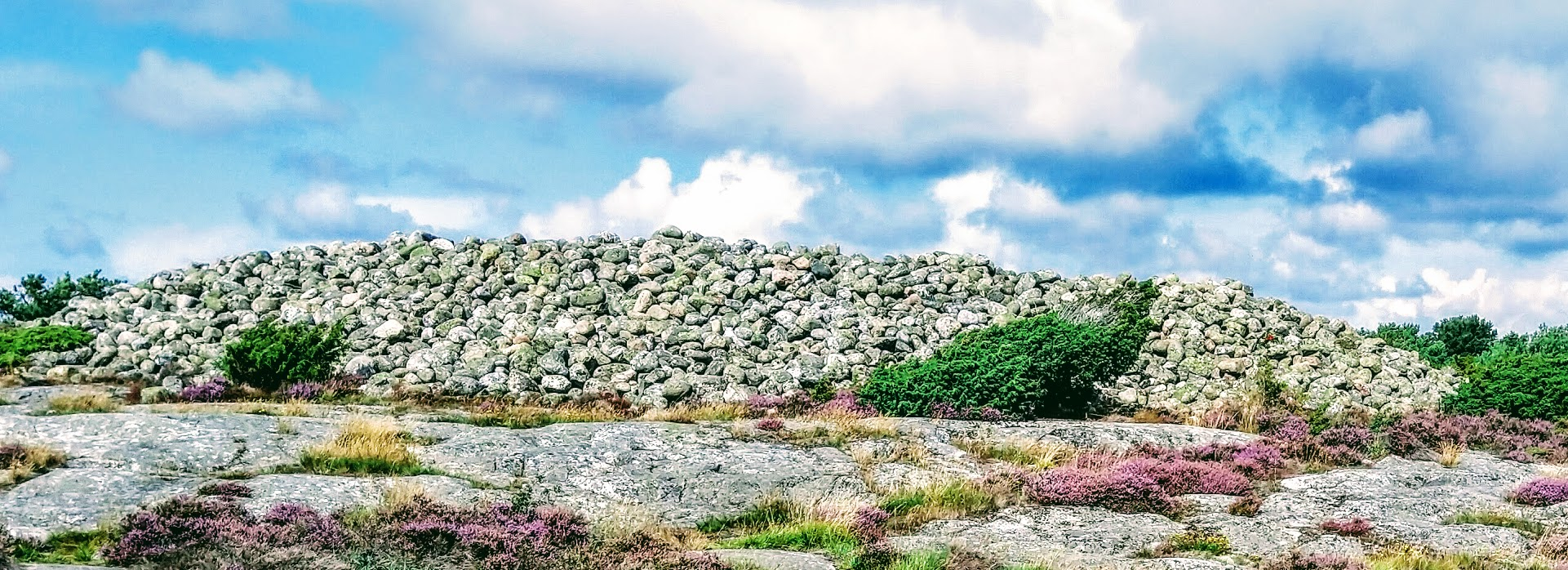
Tumulus  Herfølsåta
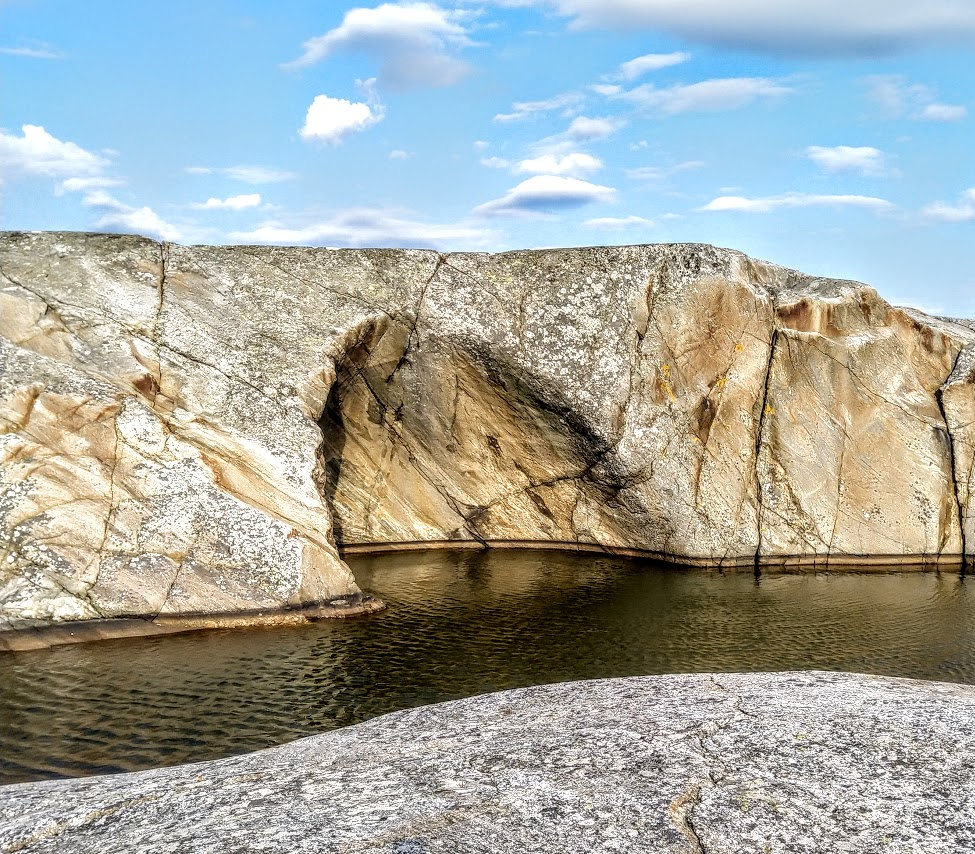
Goufre Hvalgapet
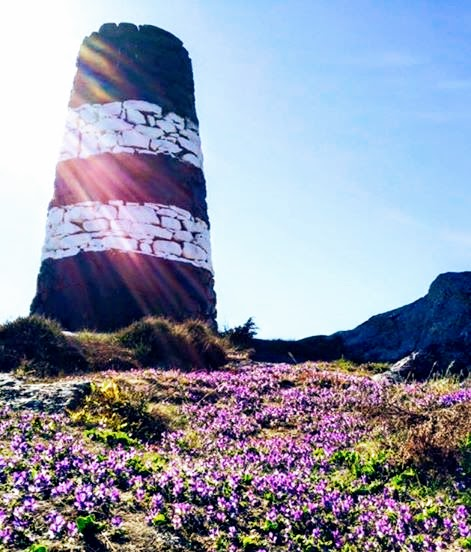
Amer sur Linnekleppen
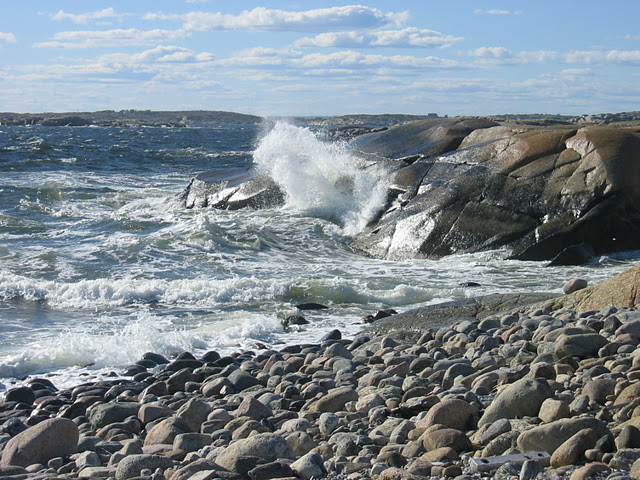
Partie du parc national de Ytre Hvaler